# (32247) 2000 OS43
2000 OS43 (asteroide 32247) é um asteroide da cintura principal. Possui uma excentricidade de 0.10887010 e uma inclinação de 4.06206º.
Este asteroide foi descoberto no dia 30 de julho de 2000 por LINEAR em Socorro.